# (556004) 2014 HA200
2014 HA200 ist ein großes transneptunisches Objekt, welches bahndynamisch als Scattered disc object oder auch allgemeiner als «Distant Object» eingestuft wird. Aufgrund seiner Größe ist der Asteroid ein Zwergplanetenkandidat.

## Entdeckung
2014 HA200 wurde am 29. April 2014 von einem Astronomenteam, bestehend aus B. Gibson, T. Goggia, N. Primak, A. Schultz und M. Willman, mit dem 1,8-m-Pan-STARRS-Teleskop (PS1) am Haleakalā-Observatorium (Maui) entdeckt. Die Entdeckung wurde am 17. Juli 2016 bekanntgegeben.
Nach seiner Entdeckung ließ sich 2014 HA200 auf Fotos, die ebenfalls am Pan-STARRS-Teleskop gemacht wurden, bis zum 26. Februar 2010 zurückgehend identifizieren und so sein Beobachtungszeitraum um 4 Jahre verlängern, um seine Umlaufbahn genauer zu berechnen. Im September 2018 lagen insgesamt 249 Beobachtungen über einen Zeitraum von 9 Jahren vor. Die bisher letzte Beobachtung wurde im April 2018 wiederum am Pan-STARRS-Teleskop durchgeführt. (Stand 9. Februar 2019)

## Eigenschaften

### Umlaufbahn
2014 HA200 umkreist die Sonne in 422,05 Jahren auf einer stark elliptischen Umlaufbahn zwischen 36,81 AE und 75,72 AE Abstand zu deren Zentrum. Die Bahnexzentrizität beträgt 0,346, die Bahn ist 10,38° gegenüber der Ekliptik geneigt. Derzeit ist der Planetoid 46,88 AE von der Sonne bzw. 46,86 AE von der Erde entfernt. Das Perihel durchläuft er das nächste Mal 2070, der letzte Periheldurchlauf dürfte also im Jahre 1648 erfolgt sein.
Sowohl Marc Buie (DES) als auch das Minor Planet Center klassifiziert den Planetoiden als SDO; letzteres führt es allgemein auch als «Distant Object».

### Größe
Derzeit wird von einem Durchmesser von etwa 513 km ausgegangen, basierend auf einem Rückstrahlvermögen von 8 % und einer absoluten Helligkeit von 4,9 m. Die scheinbare Helligkeit von 2014 HA200 beträgt 21,66 m.
Da anzunehmen ist, dass sich 2014 HA200 aufgrund seiner Größe im hydrostatischen Gleichgewicht befindet und somit weitgehend rund sein muss, sollte er die Kriterien für eine Einstufung als Zwergplanet erfüllen. Mike Brown geht davon aus, dass es sich bei 2014 HA200 um wahrscheinlich einen Zwergplaneten handelt.
| Jahr                                         | Abmessungen km | Quelle   |
| -------------------------------------------- | -------------- | -------- |
| 2018                                         | 509,0          | Johnston |
| 2018                                         | 513,0          | Brown    |
| Die präziseste Bestimmung ist fett markiert. |                |          |